# Liudmila Samsonova
Pour les articles homonymes, voir Samsonova.
Liudmila Dmitriyevna Samsonova (en russe : Людмила Дмитриевна Самсонова), née le 11 novembre 1998 à Olenegorsk, est une joueuse de tennis russe, professionnelle depuis 2016.

## Carrière
Liudmila Samsonova a effectué une grande partie de sa carrière en Italie, pays qu'elle a représenté en compétition entre septembre 2014 et juin 2018. En 2018, elle s'impose à Saint-Malo contre Katarina Zavatska.

### 2019-2020: entrée sur le circuit WTA et premières participations aux tournois du Grand Chelem
En 2019, elle accède aux demi-finales du tournoi de Palerme en tant que lucky loser et à la finale du tournoi ITF de Poitiers.

### 2021: premier titre à Berlin et 1/8 à Wimbledon
Elle échoue au premier tour du WTA 500 de Melbourne en début d'année mais sort des qualifications à l'Open d'Australie. Elle gagne son premier match en Grand Chelem au premier tour contre l'Espagnole Paula Badosa (6-7, 7-6, 7-5) mais s'incline contre une autre Ibère, Garbiñe Muguruza, au tour suivant (3-6, 1-6). Après deux défaites au premier tour à Melbourne et Adelaïde, elle se distingue à Miami en se qualifiant pour le 3e tour après avoir battu Kiki Bertens, onzième mondiale. Les semaines suivantes sont plus difficiles avec des deuxièmes tours à Charleston, Parme, Bol et des éliminations d'entrée à Charleston, Rome et Roland-Garros toutes deux en qualifications. En mai, issue des qualifications, elle remporte à la surprise générale le tournoi de Berlin après avoir écarté trois joueuses du top 30 : Madison Keys en quart de finale (7-64, 2-6, 7-60), Victoria Azarenka en demi-finale (6-4, 6-2) et Belinda Bencic en finale (1-6, 6-1, 6-3). Elle entre à la suite de ce résultat dans le top 100. Elle atteint ensuite pour la première fois les huitièmes de finale du tournoi de Wimbledon où elle est battue par Karolína Plíšková (2-6, 3-6). Elle a sorti durant les trois premiers tours l'Estonienne Kaia Kanepi (6-4, 6-2) et les Américaines Jessica Pegula (6-4, 3-6, 6-3) et Sloane Stephens (6-2, 2-6, 6-4). Elle s'incline au premier tour à Palermo, Cincinnati et aux seconds tours de Montréal (battant au passage la dix-neuvième Elena Rybakina) et à l'US Open. À Luxembourg mi septembre, Misaki Doi, Océane Dodin et de nouveau la douzième mondiale Belinda Bencic. En demi-finale, elle est battue par Jeļena Ostapenko. 
Après des défaites précoces à Indian Wells et Moscou, elle atteint le même stade à Courmayeur, battue seulement aux portes de la finale par la Danoise Clara Tauson.

### 2022: 3 titres à Tokyo, Washington et Cleveland et 1/8 à l'US Open
Elle est battue au premier tour de Melbourne par Andrea Petkovic, en quarts de finale d'Adelaïde par Madison Keys et au second tour de l'Open d'Australie contre la Tchèque Markéta Vondroušová en janvier. Elle n'arrive pas à s'extirper des qualifications à Dubaï et perd au premier tour à Doha au Qatar contre Alizé Cornet, mais améliore sa meilleure performance en WTA 1000 à Cincinnati début mars en arrivant en huitièmes de finale (éliminée par Petra Martić). Hormis une demi-finale à Stuttgart mi-avril où elle élimine notamment la Tchèque huitième Karolína Plíšková (battue en trois sets serrés par la numéro un Iga Świątek), elle enchaîne les défaites au premier tour à Miami, Madrid, Rome, Roland-Garros, Libéma et Bad Homburg les mois suivants.
Son retour en forme est tonitruant : elle remporte son second titre WTA lors du City Open de Washington, dominant en finale l'Estonienne Kaia Kanepi en trois sets (4-6, 6-3, 6-3) le 8 août après s'être débarrassé d'Elise Mertens (7-6, 6-4), d'Ajla Tomljanović (4-6, 6-3, 6-2), de la dernière vainqueur de l'US Open Emma Raducanu (7-6, 6-1) et de la Chinoise Wang Xiyu (6-1, 6-1). C'est son premier titre sur surface dur, qui est suivi deux semaines plus tard d'un second à Cleveland, où elle ne perd pas un seul set et se défait d'Iryna Shymanovich (6-1, 6-0), de Laura Siegemund (6-2, 6-1), Magda Linette (6-4, 6-3), de la locale Bernarda Pera (6-1, 6-2) et le la Biélorusse Aliaksandra Sasnovich en finale (6-1, 6-3). Elle surfe sur sa bonne forme pour disputer pour la première fois de sa carrière les huitièmes de finales à l'US Open après avoir battu la qualifiée Tchèque Sara Bejlek (6-3, 6-1), l'ancienne finaliste Leylah Fernandez (6-3, 7-6) et la Serbe Aleksandra Krunić (6-3, 6-3). Elle voit l'Australienne Ajla Tomljanović prendre sa revanche (6-7, 1-6) en début de deuxième semaine.
Fin septembre, elle élimine à Tokyo Elena Rybakina, dernière gagnante de Wimbledon quelques mois plus tôt (6-2, 6-4), la Chinoise Wang Xinyu (7-6, 6-3), l'ancienne numéro une Garbiñe Muguruza (6-4, 6-2) et deux autres Chinoises, Zhang Shuai (7-6, 6-2) et Zheng Qinwen (7-5, 7-5) pour remporter son troisième titre en un mois et demi, là aussi sans perdre un seul set. Elle termine sa saison par une défaite contre Bianca Andreescu d'entrée à San Diego et une autre en huitièmes de finale à Guadalajara (sortant au tour précédent la Biélorusse Aryna Sabalenka, quatrième mondiale).

### 2023: finales en WTA 1000 à Cincinnati et Pékin en simple et premier titre en double à Dubaï
Après un début de saison maussade (défaite au second tour d'Adelaïde par Aryna Sabalenka, qui remportera le tournoi et l'Open d'Australie quelques semaines plus tard, au même stade à l'Open d'Australie et au premier tour d'Adelaïde 2 par l'Américaine Amanda Anisimova), mi-février 2023, elle dispute sa cinquième finale à Abou Dhabi en disposant de la repêchée Claire Liu (3-6, 6-2, 6-0), l'ancienne numéro deux mondiale Barbora Krejčíková (7-5, 7-6), sa compatriote Veronika Kudermetova (6-3, 6-3) et la Chinoise Zheng Qinwen (6-4, 1-6, 6-4). Elle perd alors pour la première fois en finale sur le circuit WTA, renversée par Belinda Bencic (6-1, 6-7, 4-6). Elle est battue quelques jours plus tard par Sofia Kenin d'entrée à Doha (3-6, 1-6). 
Après avoir éliminée l'ancienne numéro deux Paula Badosa (6-7, 7-6, 6-4) au premier tour de Dubaï, elle profite du forfait de la Chinoise Zheng Qinwen pour atteindre pour la première fois les huitièmes de finale de ce tournoi. Elle est battue par la numéro un mondiale Iga Świątek (1-6, 0-6). En double, elle remporte le tournoi, associée à sa compatriote Veronika Kudermetova, il s'agit de leur 1er trophée ensemble. Mi-mars, elle est défaite au deuxième tour à Indian Wells par l'Américaine Bernarda Pera (6-2, 6-7, 6-7) au bout de deux tie-breaks très serrés, puis au troisième tour de Miami par la Chinoise, révélation de l'année 2022, Zheng Qinwen (7-5, 6-7, 3-6).
Sa tournée sur terre battue s'avère compliquée. Elle est éliminée d'entrée à Stuttgart par la Tchèque Barbora Krejčíková en ne marquant que deux jeux (2-6, 0-6). Elle s'incline au troisième tour à Rome contre la Croate Donna Vekić mi-mai (6-2, 6-7, 2-6). Elle gagne son premier match à Roland Garros fin mai contre l'Américaine Katie Volynets (6-0, 6-1) mais cède contre une ancienne finaliste, sa compatriote Anastasia Pavlyuchenkova (6-4, 7-5, 7-5) au second tour.
À Berlin, elle s'incline d'entrée pour son premier match sur gazon de l'année contre sa compatriote Ekaterina Alexandrova (4-6, 3-6) vainqueur quelques jours plus tôt à Bois-Le-Duc. Tête de série numéro deux à Bad Hombourg, elle gagne deux matchs contre Viktoriya Tomova (6-1, 6-4) et contre la Tchèque Linda Nosková (6-4, 6-7, 6-3) mais s'incline contre une autre Tchèque, Kateřina Siniaková (5-7, 6-4, 2-6). Elle peine à rebondir sur le gazon de Wimbledon et s'incline au premier tour contre Ana Bogdan en deux tie-breaks. 
Début juillet, elle retrouve les demi-finale d'un tournoi WTA pour la deuxième fois de l'année à Washington, alors qu'elle est tenante du titre, écartant Danielle Collins et Sorana Cîrstea sur le même score (6-1, 6-3) ainsi que l'Ukrainienne Marta Kostyuk (6-4, 6-2). Elle s'incline contre la future gagnante et jeune Américaine Coco Gauff en deux set (3-6, 3-6). Elle rentre alors dans une période de l'année où elle doit défendre beaucoup de points dont ses trois titres de l'année passée. Elle joue l'Open du Canada et franchit le deuxième tour pour la première fois ici en prenant sa revanche sur Kateřina Siniaková (4-6, 6-2, 6-3) et en écartant Zheng Qinwen (6-3, 6-2). En huitièmes de finale, se dresse sur sa route la numéro deux mondiale Aryna Sabalenka, titrée en début d'année à l'Open d'Australie. Contre la Biélorusse, elle gagne sa plus belle victoire en carrière (7-6, 4-6, 6-3) pour rejoindre les quarts de finale. Écartant la Suissesse Belinda Bencic (6-4, 6-4), elle doit patienter pour jouer sa demi-finale contre la numéro trois mondiale Elena Rybakina à cause de la pluie. Elle renverse la Kazakhe (1-6, 6-1, 6-2) pour disputer sa première finale en WTA 1000. Fatiguée à cause de sa demi-finale quelques heures plus tôt, elle essuie une dure défaite en finale contre Jessica Pegula, numéro quatre mondiale (1-6, 0-6). C'est néanmoins sa meilleure performance en WTA 1000 et la première fois de sa carrière qu'elle écarte deux joueuses du Top 10. 
Arrivant en confiance à l'US Open, elle gagne deux matchs contre la locale Claire Liu (7-6, 6-3) et l'Allemande Tamara Korpatsch (6-3, 6-3) mais s'incline au troisième tour contre l'ancienne finaliste Madison Keys (7-5, 2-6, 2-6). Elle parvient début octobre en demi-finale de Pékin, tournoi qu'elle dispute pour la première fois de sa carrière en éliminant d'abord l'Américaine Alycia Parks (6-4, 7-6) puis en concédant un jeu de moins contre l'ancienne numéro deux Petra Kvitová (6-4, 7-5). Elle sort ensuite difficilement l'Ukrainienne Marta Kostyuk (6-4, 6-7, 7-5) puis la Lettone Jeļena Ostapenko, récente quart de finaliste à l'US Open (6-3, 6-2). Elle arrache une nouvelle victoire contre la Kazakhe Elena Rybakina, cinquième joueuse mondiale (7-6, 6-3) pour jouer sa deuxième finale de l'année en WTA 1000. Opposée à la numéro deux et championne Iga Świątek, elle ne fait pas le poids et ne gagne que quatre jeux (2-6, 2-6). 
Elle joue ensuite le tournoi de Zhengzhou et affronte deux Allemandes, battant la première, Tatjana Maria (6-3, 6-3) mais s'inclinant contre la deuxième, Laura Siegemund, qualifiée (6-3, 1-6, 2-6). 

### 2024: 5etitre à Bois-Le-Duc, quarts de finale à l'Open du Canada et Cincinnati et 1/8eà l'US Open
Liudmila commence l'année par trois défaites, une très sèche (2-6, 1-6) au premier tour du tournoi de Brisbane, qui plus est contre sa très jeune compatriote, Mirra Andreeva, 16 ans seulement, une plus serrée à Adelaïde contre l'Allemande Laura Siegemund où elle remporte la première manche (7-6, 4-6, 4-6) et une troisième à l'Open d'Australie contre l'Américaine Amanda Anisimova (3-6, 4-6).  
Elle remporte ses premiers matchs à Abou Dhabi contre deux Ukrainiennes qu'elle élimine sèchement, Lesia Tsurenko (6-0, 6-1) et Anhelina Kalinina (6-1, 6-3). Elle bat en quarts de finale la Tchèque Barbora Krejčíková, tête de série numéro quatre du tournoi (7-5, 6-4), puis bute en demi-finale sur Elena Rybakina (0-6, 6-4, 2-6), qui gagnera le lendemain son deuxième titre de la saison. Elle ne parvient pas à enchaîner à Doha quelques jours après, s'inclinant d'entrée contre la Canadienne Leylah Fernandez (5-7, 6-7), puis profite d'un forfait d'Anastasia Pavlyuchenkova et d'une victoire sur la qualifiée Viktoriya Tomova (7-6, 6-3) pour jouer les huitièmes de finale de Dubaï mais elle s'arrête contre la Tchèque Markéta Vondroušová, vainqueur de Wimbledon la saison passée (2-6, 2-6).

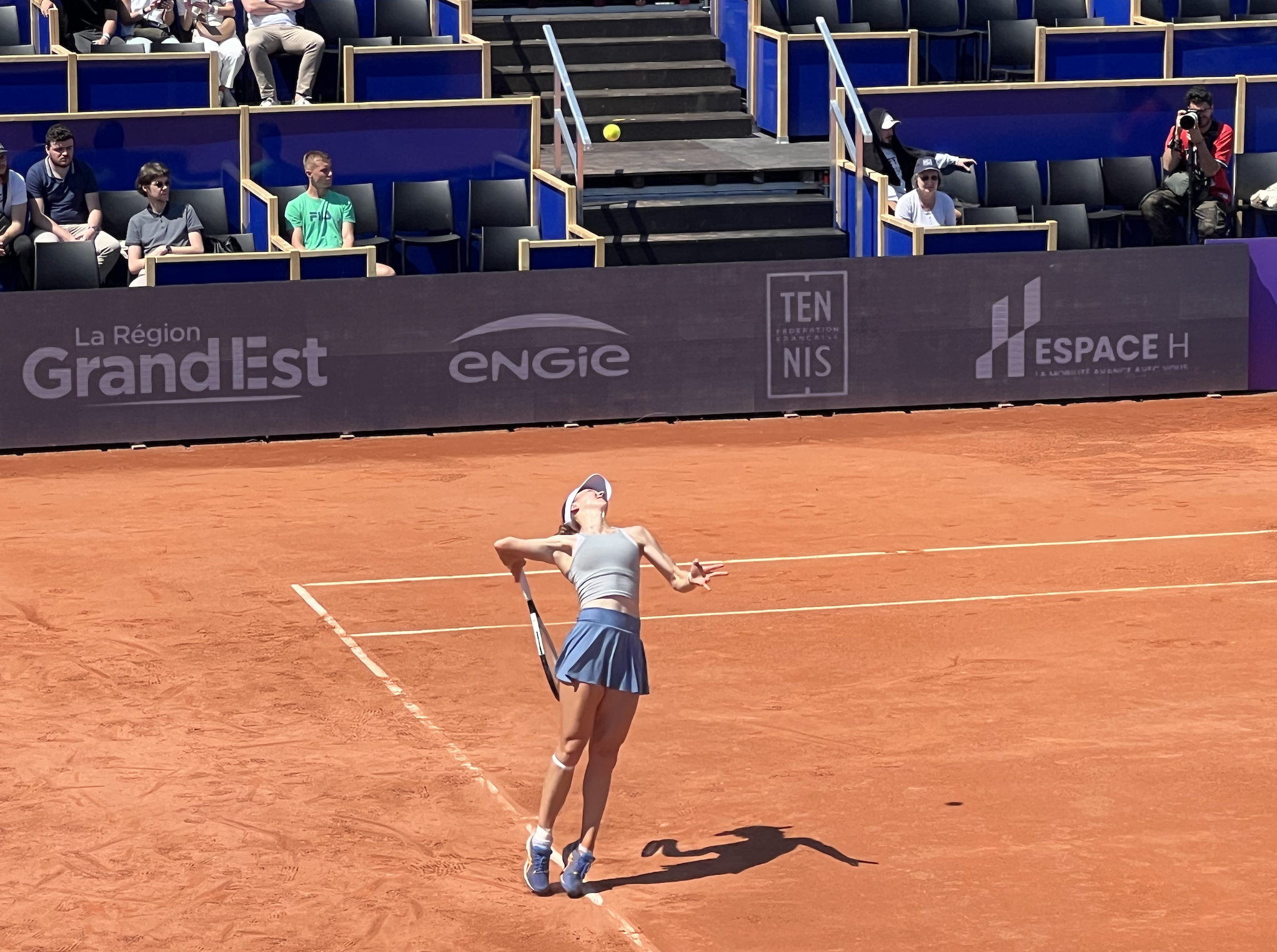
Samsonova au service aux Internationaux de Strasbourg 2024.

Elle entame la tournée étasunienne par une défaite comme l'année passée sur le dur d'Indian Wells contre l'ancienne numéro une Naomi Osaka (5-7, 3-6) puis par une seconde en trois manches face à la Kazakhe Yulia Putintseva (1-6, 6-4, 3-6) à Miami. Elle retrouve le circuit près d'un mois plus tard à l'occasion du WTA 1000 de Madrid. Elle y prend sa revanche contre Naomi Osaka (6-2, 4-6, 7-5) mais s'incline dès le tour suivant face à l'Américaine Madison Keys (2-6, 3-6), ancienne Top 10 et sort dès le premier match à Rome contre sa jeune compatriote Diana Shnaider (1-6, 3-6) qui y gagne ainsi son premier match en carrière. Elle rebondit à Strasbourg y remportant plusieurs matches en trois manches contre l'ancienne gagnante de Roland Garros Barbora Krejčíková (6-2, 6-7, 6-4), la Canadienne Leylah Fernandez (4-6, 6-4, 6-2) et écrasant la Brésilienne Beatriz Haddad Maia (6-3, 6-0), demi-finaliste l'année passée Porte d'Auteuil. Elle subit néanmoins la loi de l'Américaine Madison Keys, demi-finaliste à Madrid quelques semaines plus tôt (1-6, 3-6) en demi-finale.
Elle assume son statut de tête de série numéro deux à s'Hertogenbosh (Bois-Le-Duc) en sortant les Belges Alison Van Uytvanck (6-1, 6-3) et Greet Minnen (6-4, 7-5), la Suissesse invitée Céline Naef (7-5, 6-2) et sa compatriote double tenante du titre Ekaterina Alexandrova (6-3, 6-7, 6-1). Elle rencontre en finale l'invitée surprise Bianca Andreescu, ancienne numéro quatre mondiale qu'elle renverse dans un match serré (4-6, 6-3, 7-5) pour s'adjuger son cinquième titre en carrière, son premier cette saison. Elle subit juste avant Wimbledon une défaite contre la Tchèque spécialiste de double Kateřina Siniaková (3-6, 7-6, 3-6) à Bad Hombourg alors qu'elle est tête de série numéro deux du tournoi, mais réussit à gagner un match dans le Majeur londonien pour la première fois depuis trois ans en sortant l'Espagnole Rebeka Masarova (6-3, 4-6, 6-2) puis sa compatriote Elina Avanesyan (6-3, 6-3) qui dispute pour la première fois le tournoi avant de se faire battre par une autre Russe, Anna Kalinskaya (6-7, 2-6).
Elle part défendre sa finale à l'Open du Canada en août et sort d'abord la qualifiée Moyuka Uchijima (6-4, 6-2) et la Belge Elise Mertens sur le score inverse (6-2, 6-4). Elle joue son quart de finale contre sa compatriote Diana Shnaider, novice à ce niveau et voit sa jeune adversaire la surprendre (6-4, 1-6, 4-6). Elle confirme malgré cette défaite ses bonnes impressions à Cincinnati où elle remporte ses matchs contre la Chinoise Wang Xinyu (6-4, 6-4), la Polonaise Magda Linette (7-6, 6-1) et sa compatriote Elina Avanesyan (4-6, 6-0, 6-3), ne s'inclinant que contre la numéro trois mondiale Aryna Sabalenka (3-6, 2-6), lauréate de l'Open d'Australie en début de saison. Elle parvient jusqu'en huitièmes de finale à l'US Open, son deuxième en carrière après plusieurs succès sur Wang Qiang (6-2, 7-5), Marie Bouzková (3-6, 7-6, 6-3) et Ashlyn Krueger (6-1, 6-1) avant d'être logiquement effacée par la numéro une Iga Świątek, vainqueur de Roland Garros cette saison-là (4-6, 1-6).
Tête de série numéro deux, elle s'incline d'entrée au tournoi de Séoul contre sa compatriote ancienne Top 10 Veronika Kudermetova (4-6, 2-6) et à Pékin contre l'Espagnole Cristina Bucșa qui joue pour la première fois le tournoi (1-6, 6-4, 4-6), alors qu'elle était finaliste l'année passée.

### 2025: quart à Indian Wells et Wimbledon, demi-finale à Adélaïde, Berlin et finale à Strasbourg
Elle prépare l'Open d'Australie avec le tournoi d'Adélaïde et sort deux qualifiées, renversant d'abord la Tchèque Marie Bouzkova (1-6, 6-4, 6-1) avant de sortir difficilement l'ancienne numéro quatre mondiale Belinda Bencic (7-6, 4-6, 6-4). Elle élimine la récente demi-finaliste de l'US Open et tête de série numéro deux Emma Navarro (6-4, 6-4), remportant son premier match contre une joueuse membre du Top 10 depuis plus d'un an pour atteindre le dernier carré. Alors qu'elle lutte contre une autre Américaine, Madison Keys, elle jette l'éponge lors du troisième set (7-5, 5-7, 0-3 ab.) contre la future gagnante de l'Open d'Australie. Elle réaliser un bon tournoi à Indian Wells en mars, jouant son cinquième quart de finale en WTA 1000 à la faveur de succès sur Caty McNally (7-6, 6-4), sa compatriote Daria Kasatkina (2-6, 6-3, 6-2) et la numéro six mondiale Jasmine Paolini (6-0, 6-4). Elle est défaite à ce stade par la numéro un Aryna Sabalenka, finaliste en Australie et vainqueur du dernier US Open (2-6, 3-6).
Elle surprend fin mai à Strasbourg, battant la jeune Linda Nosková (6-1, 7-5), la Française Diane Parry (6-4, 6-4), la numéro dix mondiale Paula Badosa (6-4, 3-6, 6-4), sa première victoire contre une Top 10 sur ocre depuis trois ans ainsi que face à l'ancienne Top 10 Danielle Collins (6-4, 6-2) pour s'offrir sa première finale sur terre battue en carrière contre Elena Rybakina, ancienne numéro trois mondiale. Elle s'incline en trois manches contre la Kazakh (1-6, 7-6, 1-6). Elle confirme sa forme à Roland Garros, ne cédant aucune manche contre l'Egyptienne Mayar Sherif (7-6, 6-2), la qualifiée Espagnole Leyre Romero Gormaz (6-3, 6-3) qui joue son premier tableau final de Majeur, et l'Ukrainienne Dayana Yastremska (6-2, 6-3). Pour son premier huitième ici, elle bataille contre la jeune Zheng Qinwen, médaillée d'or la saison passée ici-même et huitième joueuse mondiale mais doit s'incliner (6-7, 6-1, 3-6). Elle affiche sa forme sur gazon après le Majeur parisien, à Berlin, renversant d'abord l'ancienne numéro une invitée Naomi Osaka (3-6, 7-6, 6-4) puis la numéro trois mondiale Jessica Pegula (6-7, 7-5, 7-6), obtenant sa première victoire sur une Top 10 sur herbe en carrière à cette occasion. Elle ne fait qu'une bouchée d'une autre Américaine, Amanda Anisimova, finaliste au Queen's la semaine passée (6-1, 6-1) mais s'incline contre la surprise du tournoi dans le dernier carré, la Chinoise issue des qualifications Wang Xinyu (4-6, 1-6) qui s'offre sa première finale en carrière.
Elle s'impose avec facilité pour ses premiers tours à Wimbledon, contre la jeune Australienne Maya Joint, vainqueur à Eastbourne (6-3, 6-2), face à l'Ukrainienne Yulia Starodubtseva (6-2, 6-1) et contre la Russe Daria Kasatkina, ancienne Top 10 (6-2, 6-3) pour retrouver les huitièmes de finale. Elle profite d'un tableau ouvert de la présence de Jéssica Bouzas Maneiro, novice à ce niveau (7-5, 7-5) pour jouer son premier quart de finale en Grand Chelem. Contre la championne Iga Świątek, elle ne fait pas le poids (2-6, 5-7) et permet à la Polonaise de rejoindre le dernier carré ici pour la première fois de sa carrière. De retour sur le dur américain, elle passe à quelques points de la victoire mais échoue au premier tour de Toronto contre la revancharde Naomi Osaka (6-4, 6-7, 3-6).

## Palmarès

### Titres en simple dames
| No | Date       | Nom et lieu du tournoi                                   | Catégorie | Dotation  | Surface      | Finaliste             | Score         |          |
| -- | ---------- | -------------------------------------------------------- | --------- | --------- | ------------ | --------------------- | ------------- | -------- |
| 1  | 20-06-2021 | Bett1Open, Berlin                                        | WTA 500   | 456 073 $ | Gazon (ext.) | Belinda Bencic        | 1-6, 6-1, 6-3 | Parcours |
| 2  | 07-08-2022 | City Open, Washington                                    | WTA 250   | 251 750 $ | Dur (ext.)   | Kaia Kanepi           | 4-6, 6-3, 6-3 | Parcours |
| 3  | 27-08-2022 | Tennis in the Land presented by motorola edge, Cleveland | WTA 250   | 251 750 $ | Dur (ext.)   | Aliaksandra Sasnovich | 6-1, 6-3      | Parcours |
| 4  | 19-09-2022 | Toray Pan Pacific Open, Tokyo                            | WTA 500   | 757 900 $ | Dur (ext.)   | Zheng Qinwen          | 7-5, 7-5      | Parcours |
| 5  | 10-06-2024 | Libéma Open, Bois-le-Duc                                 | WTA 250   | 267 082 $ | Gazon (ext.) | Bianca Andreescu      | 4-6, 6-3, 7-5 | Parcours |

### Finales en simple dames
| No | Date       | Nom et lieu du tournoi                             | Catégorie | Dotation    | Surface      | Vainqueure     | Score          |          |
| -- | ---------- | -------------------------------------------------- | --------- | ----------- | ------------ | -------------- | -------------- | -------- |
| 1  | 06-02-2023 | Mubadala Abu Dhabi Open, Abu Dhabi                 | WTA 500   | 780 637 $   | Dur (ext.)   | Belinda Bencic | 1-6, 7-68, 6-4 | Parcours |
| 2  | 07-08-2023 | Omnium National Bank Presented by Rogers, Montréal | WTA 1000  | 2 788 468 $ | Dur (ext.)   | Jessica Pegula | 6-1, 6-0       | Parcours |
| 3  | 30-09-2023 | China Open, Pékin                                  | WTA 1000  | 8 127 389 $ | Dur (ext.)   | Iga Świątek    | 6-2, 6-2       | Parcours |
| 4  | 18-05-2025 | Internationaux de Strasbourg, Strasbourg           | WTA 500   | 1 064 510 $ | Terre (ext.) | Elena Rybakina | 6-1, 62-7, 6-1 | Parcours |

### Titres en double dames
| No | Date       | Nom et lieu du tournoi                     | Catégorie | Dotation    | Surface    | Partenaire           | Finalistes                  | Score             |          |
| -- | ---------- | ------------------------------------------ | --------- | ----------- | ---------- | -------------------- | --------------------------- | ----------------- | -------- |
| 1  | 19-02-2023 | Dubai Duty Free Tennis Championships Dubaï | WTA 1000  | 2 788 468 $ | Dur (ext.) | Veronika Kudermetova | Latisha Chan Chan Hao-ching | 6-4, 64-7, [10-1] | Parcours |
| 2  | 16-09-2024 | Hana Bank Korea Open Séoul                 | WTA 500   | 922 573 $   | Dur (ext.) | N. Melichar-Martinez | Zhang Shuai Miyu Kato       | 6-1, 6-0          | Parcours |

### Finale en double dames
| No | Date       | Nom et lieu du tournoi  | Catégorie | Dotation  | Surface      | Vainqueures                     | Partenaire      | Score    |          |
| -- | ---------- | ----------------------- | --------- | --------- | ------------ | ------------------------------- | --------------- | -------- | -------- |
| 1  | 09-06-2025 | Libéma Open Bois-le-Duc | WTA 250   | 275 094 $ | Gazon (ext.) | Irina Khromacheva Fanny Stollár | Nicole Melichar | 7-5, 6-3 | Parcours |

## Parcours en Grand Chelem

### En simple dames
| Année | Open d'Australie | Open d'Australie    | Internationaux de France | Internationaux de France | Wimbledon       | Wimbledon         | US Open         | US Open            |
| ----- | ---------------- | ------------------- | ------------------------ | ------------------------ | --------------- | ----------------- | --------------- | ------------------ |
| 2019  | Q2               | Karolína Muchová    | 1er tour (1/64)          | Donna Vekić              | Q3              | Yanina Wickmayer  | Q2              | Jaimee Fourlis     |
| 2020  | 1er tour (1/64)  | Jeļena Ostapenko    | 1er tour (1/64)          | Sofia Kenin              | Annulé          | Annulé            | 1er tour (1/64) | Tsvetana Pironkova |
| 2021  | 2e tour (1/32)   | Garbiñe Muguruza    | Q1                       | Aleksandra Krunić        | 1/8 de finale   | Karolína Plíšková | 2e tour (1/32)  | Greet Minnen       |
| 2022  | 2e tour (1/32)   | Markéta Vondroušová | 1er tour (1/64)          | Danka Kovinić            | —               | —                 | 1/8 de finale   | Ajla Tomljanović   |
| 2023  | 2e tour (1/32)   | Donna Vekić         | 2e tour (1/32)           | A. Pavlyuchenkova        | 1er tour (1/64) | Ana Bogdan        | 3e tour (1/16)  | Madison Keys       |
| 2024  | 1er tour (1/64)  | Amanda Anisimova    | 3e tour (1/16)           | Elisabetta Cocciaretto   | 3e tour (1/16)  | Anna Kalinskaya   | 1/8 de finale   | Iga Świątek        |
| 2025  | 2e tour (1/32)   | Olga Danilović      | 1/8 de finale            | Zheng Qinwen             | 1/4 de finale   | Iga Świątek       |                 |                    |

N.B. : à droite du résultat se trouve le nom de l'ultime adversaire.

### En double dames
| Année | Open d'Australie                                                                     | Open d'Australie                                                                    | Internationaux de France                                                            | Internationaux de France | Wimbledon                                                                          | Wimbledon                                                                              | US Open                                                                         | US Open |
| ----- | ------------------------------------------------------------------------------------ | ----------------------------------------------------------------------------------- | ----------------------------------------------------------------------------------- | ------------------------ | ---------------------------------------------------------------------------------- | -------------------------------------------------------------------------------------- | ------------------------------------------------------------------------------- | ------- |
| 2021  | —                                                                                    | —                                                                                   | —                                                                                   | —                        | —                                                                                  | —                                                                                      | 1er tour (1/32) M. Minella \|\| style="text-align:left;" \| P. Martić S. Rogers |         |
| 2022  | 1er tour (1/32) D. Kasatkina \|\| style="text-align:left;" \| D. Collins D. Krawczyk | 1er tour (1/32) E. Rybakina \|\| style="text-align:left;" \| C. Gauff J. Pegula     | —                                                                                   | —                        | 1er tour (1/32) H. Dart \|\| style="text-align:left;" \| C. Harrison I. Neel       |                                                                                        |                                                                                 |         |
| 2023  | 1er tour (1/32) V. Kudermetova \|\| style="text-align:left;" \| S. Hunter E. Mertens | 1/4 de finale V. Kudermetova \|\| style="text-align:left;" \| Hsieh S.-w. Wang Xn.  | —                                                                                   | —                        | 2e tour (1/16) V. Kudermetova \|\| style="text-align:left;" \| J. Brady L. Stefani |                                                                                        |                                                                                 |         |
| 2024  | —                                                                                    | —                                                                                   | —                                                                                   | —                        | 1er tour (1/32) C. Rosatello \|\| style="text-align:left;" \| U. Eikeri I. Neel    | 1er tour (1/32) C. Rosatello \|\| style="text-align:left;" \| K. Siniaková T. Townsend |                                                                                 |         |
| 2025  | 2e tour (1/16) E. Cocciaretto \|\| style="text-align:left;" \| M. Kato R. Zarazúa    | 2e tour (1/16) N. Melichar \|\| style="text-align:left;" \| I.-C. Begu Y. Wickmayer | 1/8 de finale N. Melichar \|\| style="text-align:left;" \| K. Siniaková T. Townsend |                          |                                                                                    |                                                                                        |                                                                                 |         |

N.B. : le nom de la partenaire se trouve sous le résultat ; les noms des ultimes adversaires se trouvent à droite.

### En double mixte
| Année | Open d'Australie                                                                             | Open d'Australie                                                                     | Internationaux de France | Internationaux de France | Wimbledon                                                                        | Wimbledon | US Open | US Open |
| ----- | -------------------------------------------------------------------------------------------- | ------------------------------------------------------------------------------------ | ------------------------ | ------------------------ | -------------------------------------------------------------------------------- | --------- | ------- | ------- |
| 2023  | —                                                                                            | —                                                                                    | —                        | —                        | 2e tour (1/8) A. Vavassori \|\| style="text-align:left;" \| A. Danilina N. Mahut | —         | —       |         |
| 2024  | 2e tour (1/8) A. Vavassori \|\| style="text-align:left;" \| N. Melichar-Martinez K. Krawietz | 2e tour (1/8) A. Vavassori \|\| style="text-align:left;" \| Hsieh S.-w. J. Zieliński | —                        | —                        | —                                                                                | —         |         |         |

N.B. : le nom du partenaire se trouve sous le résultat ; les noms des ultimes adversaires se trouvent à droite.

## Parcours en WTA 1000
Les tournois WTA « Premier Mandatory » et « Premier 5 » (entre 2009 et 2020) et WTA 1000 (à partir de 2021) constituent les catégories d'épreuves les plus prestigieuses, après les quatre levées du Grand Chelem. 

De 2009 à 2023, les tournois Premier Mandatory (dits tournois WTA 1000 obligatoires entre 2021 et 2023) regroupent Indian Wells, Miami, Madrid et Pékin, les autres constituant les tournois Premier 5 (tournois WTA 1000 non-obligatoires). À partir de 2024, le nombre de tournois WTA 1000 passe à 10 par saison (fin de l’alternance Doha / Dubaï), ces derniers devenant tous obligatoires et offrant tous 1000 points à la vainqueure (contre 900 points précédemment pour les tournois Premier 5).

### En simple dames
| Année |       |                              |                              |                               |                              |                                 |                            |                            |                             |                         |  |                            |
| Doha  | Dubaï | Indian Wells                 | Miami                        | Madrid                        | Rome                         | Canada                          | Cincinnati                 | Pékin                      |                             | Wuhan                   |  |                            |
| Doha  | Dubaï | Indian Wells                 | Miami                        | Madrid                        | Rome                         | Canada                          | Cincinnati                 | Pékin                      | Guadalajara                 |                         |  |                            |
| Doha  | Dubaï | Indian Wells                 | Miami                        | Madrid                        | Rome                         | Canada                          | Cincinnati                 | Pékin                      |                             |                         |  |                            |
| 2021  |       | WTA 500                      |                              | 2e tour (1/32) V. Kudermetova | 3e tour (1/16) M. Sákkari    |                                 |                            | 2e tour (1/16) S. Sorribes | 1er tour (1/32) V. Azarenka | Annulé                  |  | Annulé                     |
| 2022  |       | 1er tour (1/32) A. Cornet    | WTA 500                      | 4e tour (1/8) P. Martić       | 2e tour (1/32) M. Brengle    | 1er tour (1/32) P. Martić       | 1er tour (1/32) J. Pegula  |                            |                             | Hors calendrier         |  | 3e tour (1/8) M. Bouzková  |
| 2023  |       | WTA 500                      | 3e tour (1/8) I. Świątek     | 2e tour (1/32) B. Pera        | 3e tour (1/16) Zheng Q.      | 4e tour (1/8) I.-C. Begu        | 3e tour (1/16) D. Vekić    | Finale J. Pegula           | 1er tour (1/32) L. Nosková  | Finale I. Świątek       |  |                            |
| 2024  |       | 1er tour (1/32) L. Fernandez | 3e tour (1/8) M. Vondroušová | 2e tour (1/32) N. Osaka       | 2e tour (1/32) Y. Putintseva | 3e tour (1/16) M. Keys          | 2e tour (1/32) D. Shnaider | 1/4 de finale D. Shnaider  | 1/4 de finale A. Sabalenka  | 2e tour (1/32) C. Bucșa |  | 1er tour (1/32) M. Linette |
| 2025  |       | 2e tour (1/16) J. Ostapenko  | 2e tour (1/16) J. Pegula     | 1/4 de finale A. Sabalenka    | 2e tour (1/32) N. Osaka      | 3e tour (1/16) Y. Starodubtseva | 2e tour (1/32) H. Baptiste | 2e tour (1/32) N. Osaka    | 2e tour (1/32) T. Townsend  |                         |  |                            |

Sous le résultat, l’ultime adversaire.
1. 1 2   Les tournois de Doha et Dubaï alternent le statut de tournoi WTA 1000 (ex Premier 5) entre 2009 et 2023 : les trois premières éditions ont lieu à Dubaï, les trois suivantes à Doha, puis Dubaï accueille le tournoi de cette catégorie les années impaires et Dubaï les années paires. De 2011 à 2023, la ville qui n’accueille pas de WTA 1000 organise à la place un tournoi WTA 500 (ex Premier).
2. 1 2 3 4 5 6 7   L’ordre de déroulement des tournois a évolué depuis 2009 : Rome se dispute avant Madrid et Cincinnati avant Montréal/Toronto jusqu’en 2010, tandis que Tokyo (2009-2013)-Wuhan (2014-2019, 2024-)-Guadalajara (2022-2023) ont lieu avant Pékin jusqu’en 2023.
3. 1 2  Du fait de la pandémie de Covid-19, les tournois d’Indian Wells, de Miami, de Madrid, du Canada, de Wuhan et de Pékin sont annulés en 2020. Ces deux derniers le sont également en 2021. Pour des raisons d’organisation, le tournoi de Cincinnati 2020 a exceptionnellement lieu à Flushing Meadows à New York.
4. ↑  Le 1er décembre 2021, le président de la WTA, Steve Simon, annonce que tous les tournois prévus en Chine et à Hong Kong sont suspendus à partir de 2022, en raison de préoccupations concernant la sécurité et le bien-être de la joueuse de tennis chinoise Peng Shuai après ses allégations de relations sexuelles non-consenties avec Zhang Gaoli, membre de haut rang du Parti communiste chinois. Le tournoi de Pékin revient en 2023. Le tournoi de Guadalajara remplace celui de Wuhan pendant deux ans, ce dernier réapparaissant en 2024.

## Records et statistiques

### Victoires sur le top 10
Toutes ses victoires sur des joueuses classées dans le top 10 de la WTA lors de la rencontre.
| Légende      |
| ------------ |
| Grand Chelem |
| WTA 1000     |
| WTA 500      |
| WTA 250      |
| Fed Cup      |

| #  | Rang  |  | Tournoi      | Année | Surface             |                | Adversaire        | Rang  | Tour          | Score           | Tableau |
| -- | ----- |  | ------------ | ----- | ------------------- | -------------- | ----------------- | ----- | ------------- | --------------- | ------- |
| 1  | no 31 |  | Stuttgart    | 2022  | Terre battue (int.) |                | Karolína Plíšková | no 7  | 1/8           | 6-4, 6-4        | Tableau |
| 2  | no 60 |  | Washington   | 2022  | Dur                 |                | Emma Raducanu     | no 10 | 1/4           | 7-66, 6-1       | Tableau |
| 3  | no 22 |  | Guadalajara  | 2022  | Dur                 |                | Aryna Sabalenka   | no 4  | 1/16          | 6-4, 2-6, 6-2   | Tableau |
| 4  | no 18 |  | Montréal     | 2023  | Dur                 |                | Aryna Sabalenka   | no 2  | 1/8           | 7-62, 4-6, 6-3  | Tableau |
| 5  | no 18 |  | Montréal     | 2023  | Dur                 | Elena Rybakina | no 4              | 1/2   | 1-6, 6-1, 6-2 |                 | Tableau |
| 6  | no 22 |  | Pékin        | 2023  | Dur                 |                | Elena Rybakina    | no 5  | 1/2           | 7-67, 6-3       | Tableau |
| 7  | no 26 |  | Adélaïde     | 2025  | Dur                 |                | Emma Navarro      | no 8  | 1/4           | 6-4, 6-4        | Tableau |
| 8  | no 25 |  | Indian Wells | 2025  | Dur                 |                | Jasmine Paolini   | no 6  | 1/8           | 6-0, 6-4        | Tableau |
| 9  | no 19 |  | Strasbourg   | 2025  | Terre battue        |                | Paula Badosa      | no 10 | 1/4           | 6-4, 3-6, 6-4   | Tableau |
| 10 | no 20 |  | Berlin       | 2025  | Gazon               |                | Jessica Pegula    | no 3  | 1/8           | 68-7, 7-5, 7-65 | Tableau |

## Classements WTA en fin de saison
| Année          | 2016 | 2017 | 2018 | 2019 | 2020 | 2021 | 2022 | 2023 | 2024 |
| Rang en simple | 1078 | 552  | 180  | 136  | 127  | 39   | 20   | 16   | 27   |
| Rang en double | 823  | 791  | 841  | –    | –    | 1348 | 197  | 45   | 58   |

Source : (en) Classements de Liudmila Samsonova sur le site officiel de la Fédération internationale de tennis